# Булавінське повстання
Булавінське повстання 1707—1709 років — селянсько-козацьке повстання в Московському царстві. Названо за прізвищем  ватажка повсталих Кіндрата Булавіна. Основною рушійною силою стали донські козаки. Активну участь брали бурлаки (працівники козаків, що жили на Дону, але які не входили до складу козацтва), дрібні посадські люди, а також представники таких етносів, як татари, ногаї, мордва та ін.

## Передумови повстання
З посиленням кріпосного гніту наприкінці XVII — початку XVIII ст. загострюються класові суперечності між селянами і поміщиками на Московському царстві та між кріпаками і польськими панами в Україні. Тікаючи сім'ями від поміщиків, російські та українські селяни знаходили собі на перших порах волю і місце на вільних землях під захистом донських козаків. «Народна колонізація» південно-східних територій Київської Русі — Дикого Поля — набирає оберти.
Переселенці з центральної Росії та Правобережної України спочатку осідали хуторами неподалік від козацьких містечок і станиць, а пізніше стали вже освоювати і обживати степи, прилеглі до Сіверського Дінця і до його притоках — Айдару, Деркулу, Євсугу. Тим часом, чиновники з Петербурга уважно спостерігали за переміщенням переселенців на південь, збирали про них відомості і в жовтні 1707 р склали «Доповідну зі справ Посольського приходу про розшуку втікачів в донських містах».
«Відомо нам учинилося, — писав в липні 1707 Петро I, — що з російських порубіжних і з інших наших різних міст, як з посадів, так і з повітів, посадскіе люди і мужики різних поміщиків і вотчинників, не хочуть платити звичайних грошових податей і залишити колишні свої промисли, біжать в різні донські містечка…»
Царський уряд вживає низку заходів, щоб зупинити надалі масову втечу селян-кріпаків на південь. Щоб полегшити чиновникам і каральним експедиціям пошуки вільників в козацькій гущі і повернення кріпаків-втікачів до своїх поміщиків, центральна влада Росії вводить поділ козаків на старожилів, які оселилися тут до 1703 року і новачків, які прибули на вільні землі після 1703 року. Російський уряд намагається контролювати козаків, щоб по річках самовільно більше не будувалися нові поселення. З метою перевірки, як виконуються козацькою старшиною директиви центральної влади, сюди час від часу надсилаються ревізори. Але цього виявляється недостатньо, і незабаром уряд змушений був направляти сюди каральні загони для упіймання в містах селян-кріпаків і повертати їх на свої колишні оселі.

## Каральна експедиція князя Долгорукова
Влітку 1707 року за указом московського царя організували спеціальну експедицію на чолі з полковником Юрієм Долгоруковим. Петро I особисто пише йому наказ: «І того ради вказували ми нині для розшуку оних втікачів їхати з Азова на Дон Вам без уповільнення. Яких втікачів належить Вам в усіх козацьких містечках переписати, за провідниками і їх дружинами з дітьми вислати по колишньому в ті ж міста і місця, звідки хто прийшов…»
Каральний загін у складі понад тисячу осіб з регулярної армії по Дону піднявся вгору, а потім пішов по березі Сіверського Дінця і в середині вересня 1707 прибув в містечко Мітякін, що розташовувалося недалеко від гирла річки Деркул. Розділивши солдатів і офіцерів на два загони, князь Долгоруков наказав першій команді слідувати вгору по Сіверському Донцю, продовжувати затримання втікачів, а своє військо повернув на північ, по річці Деркул. «А він, полковник, від Мітякіна їздив місцях, які селилися собою, а не за вказівкою …» — зазначається в записах експедиції.
По дорозі загін побував в селищі Герасимова Лука (нині Герасимівка). Тут жителі заздалегідь знали про каральну експедицію і встигли сховатися в лісах. Солдатам вдалося зловити тільки одну людину, яка розповіла командуванню дещо про своїх односельців. Піднявшись ще на кілька верст вгору по березі Деркул, офіцери і солдати прибули в Обливенське містечко. Тут від населення вони дізналися, що в ньому 16 старих жителів і близько 200 новосельців. Усіх їх допитали й переписали, але тут уже не обійшлося без інциденту: в Обливах полковник Долгоруков наказав побити батогами принародно трьох осіб за те, що вони зарахували себе до козаків-старожилів. Напевно, це була перша іскра майбутньої великої пожежі.
"Потім був полковник у Біловодській і Євсюжскій станицях, і в тих станицях козаків старих не з'явилася, а з'явилися вони новоприйшлі козаки, і він їх допитав, хто звідки прийшов, велів бути до указу в тих же станицях …"і.

## Початок повстання

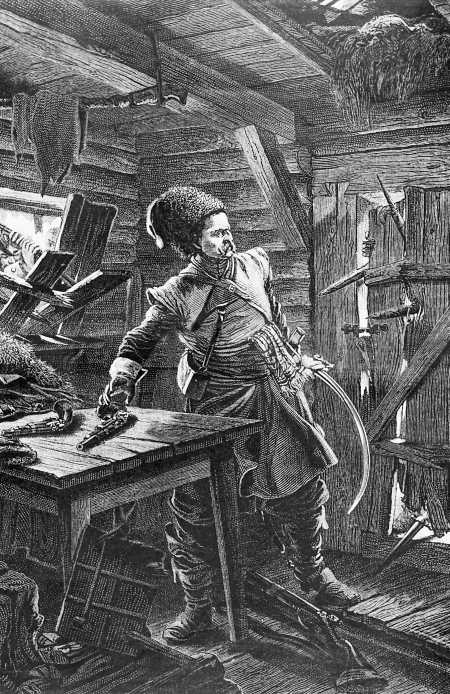
Смерть атамана донських козаків Булавіна під Азовом у 1708 році. Р. Ф. Штейн - Журнал «Нива».

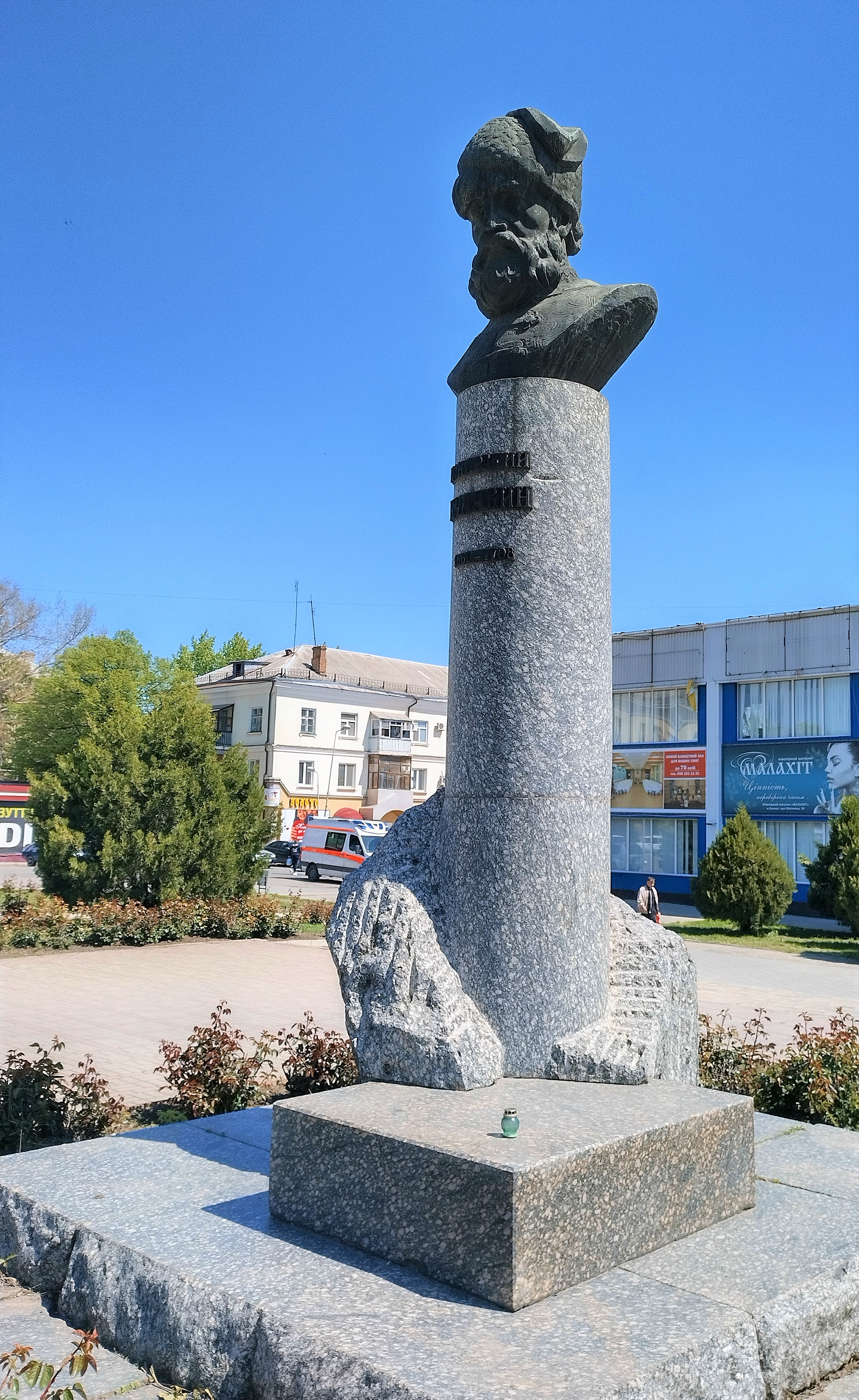
Погруддя Кіндрату Булавіну в Бахмуті.

На початку жовтня 1707р. військовий загін з Євсугу прибув на річку Айдар. Офіцери каральної експедиції застосовували до спійманих втікачив жорстокі тортури, били і катували чоловіків, жінок, дітей. Після облави у восьми козацьких містечках і станицях на річці Айдар тут були схоплені, побиті і видані власникам-поміщикам більше трьох тисяч втікачів.
Народна кара за вчинені лиходійства у козацьких містечках і станицях на Деркулі, Євсузі і Айдарі чекала і полковника Юрія Долгорукова. Втікачі російські та українські селяни, солдати, які покинули службу, козаки на чолі з Трьохізбенським отаманом Кіндратом Булавіним зібралися в Ново-Айдарі і, коли каральний загін розташувався на відпочинок в фортеці Шульгиной (нині Шульгинка) в ніч на 9 жовтня 1707 р. напали на нього. Загін карателів (близько 1000 осіб) був розгромлений, а полковник Чуригін і всі офіцери були убиті. Так почалося Булавинське повстання, яке швидко поширилося містечками верхньої течії Дону.
Старшини нашвидкоруч зібрали похідне військо і направили його проти булавінців. Проти повстанців було кинуто загони заможних козаків і калмиків. Біля Закотного містечка, що на Айдарі, 18 жовтня вони розбили повсталих. Самому Булавіну з групою козаків вдалося втекти в Бахмут, де він міг отримати допомогу від татар і запорожців. Булавін відправився в Запорізьку Січ. В цей час Іван Мазепа надсилає запорожцям офіційний універсал з наказом заарештувати Булавіна і закутого в кайдани перевезти до гетьманської резиденції в Батурин. Січовики натомість дозволили Булавіну та його сподвижникам до весни 1708 отаборитися навколо Кодака й вербувати добровольців.
Наприкінці 1707 року повстання спалахнуло знов. Пізніше прихильники Булавіна на лівому березі Дніпра коло Звонецького порогу заснували укріплення на зразок Січі. Саме звідси Булавін відсилав свої універсали із закликами до повстання, яке незабаром охопило Верхньоломовський і Нижньоломовський повітии Азовської губернії (сучасна Пензенська область), Лівобережну та Слобідську Україну.

## Перемоги над царськими військами
Царський уряд, передбачаючи небезпеку, вирішив задушити повстання на самому початку: 20 000 регулярних військ рушили від Тули під начальством князя Д. М. Голіцина, незабаром цей корпус разом з вірними царю донськими козаками був відданий під начальство князя Василя Долгорукова, брата убитого Юрія Довгорукова. Разом з ними вирушили Полтавський та кінний компанійський полки. Ранньою весною 1708 р. Булавін зосередив біля річки Міус усі свої загони; 9 квітня 1708 року в бою на річці Лісковатці, нижче Паншино, він розбив військо отамана Л. Максимова, захопив гармати, рядові козаки перейшли на бік повсталих. Максимов відступив у Черкаськ.
Булавін, одержавши перемогу, відправив трохи легких загонів до станиць на річках Донець, Хопер, Бузулук й Медведиця, відкіля вони поширилися до Козлова й Тамбова, сам же з головними силами направився до Черкаська. До станиці Кобилинської він зустрічав сильний опір з боку вірних царю станиць, що захищалися від нього, як від ворога, але тут, підсилившись вигнаними з Росії розкольниками, він безперешкодно дійшов до Черкаська, яким і заволодів хитрістю (на сторону Булавіна перейшла черкаська «голота»).
1 травня сталося повстання в Черкаську і місто майже без бою перейшло до рук повстанців. Повсталі стратили декількох старшин, відрубавши голови отаману Лук'янові Максимову з чотирма старшинами, задушивши п'ятого старшину Єфрема Петрова, та розділили їхнє майно. Майно старшин і церковна казна розподілені серед повстанців, встановлено знижені ціни на хліб.

## Спроби переговорів
9 травня Булавін був обраний військовим отаманом на козацькому Колі. Ставши отаманом Кіндратій Панасович спробував почати переговори з центральною владою, але московська влада не могла йому пробачити вбивства родовитого карателя.
Організовуючи похід на Москву, він прагнув заручитися допомогою запорізьких козаків, розкольників, Ногайської Орди; намагаючись припинити рух царських військ на Дон, відправив лист Петру I.
Після невдачі переговорів Булавін негайно відправив угору по Волзі, разинським шляхом, повстанські загони отаманів І. Некрасова, І. Павлова, Хохлача.
12-13 травня 1708 року вони взяли Дмитріївськ, 26 травня обложили Саратов, але оволодіти ним не змогли і рушили на Царицин, який захопили 7 червня. Отаман Хохлач взяв Камишин.
Співчуття булавінцям виражало населення південних російських повітів. Однак ні Хохлач, ні Некрасов не одержали з Черкаська ніякої допомоги. Вся увага булавінців було прикута до Сіверського Дінця, відкіля очікувався з боку України підхід царських військ. Там отамани С. Драний, Н. Голий і С. Беспалий одержали 8 червня перемогу на річці Уразовій над Сумським полком. 30 червня козаки завдали нової поразки слобідським полкам і обложили місто Тор.
Уряд на додаток до 20-тисячного загону Долгорукова кинув проти повсталого Дону нові каральні загони — генералу Бахметеву з його бригадою було наказано поспішити до Черкаська. Бахметев приєднався до головного корпусу князя Долгорукова. Шлях до Черкаська прокладався силою зброї. Карателі попутно палили станиці, не щадили ні старих, ні малих.

## Поразки та смерть Булавіна
Роздроблення сил повсталих, проте, призвело до їхнього розгрому. Для придушення повстання була створена спеціальна армія (32 тис.) під командуванням Василя Долгорукова. 30 червня і 2 липня 1708 року загони Драного і Безпалого зазнали серйозної поразки під містечком Тор і в урочищі Крива Лука на Сіверському Дінці. Спроба повсталих захопити Азов 6 липня закінчилася невдачею. Верхівка козацтва, яка тимчасово примкнула до повстання, відійшла від нього після взяття Черкаська і організувала змову.
На річці Куртлак Долгоруков напав на 15-тисячний загін повсталих козаків, очолюваний Хохлачем, і розсіяв їх; жорстокість карателів була такою великою, що в полон було узято тільки 143, а інші були перебиті, крім деяких, які врятувалися втечею. Майже в той же час інший загін, під начальством полковників Кропотова і Гуліца, розбив ущент отамана Драного. Незважаючи на все це, повсталі наважилися діяти наступально. Хохлач, Казанкин і Ганкин з 5 000 козаків з'явилися під Азовом і обложили його, але зустріли сильну відсіч і примушені були відступити. Вісті про невдачі швидко досягли Черкаська і козацька старшина вирішила діяти.
7 (18) липня 1708 року вірні царю козаки під проводом обраного ними старшини, Іллі Зерщикова, напали на отаманський будинок Булавіна. Булавін з 11 відданими йому людьми захищався запекло, але побачивши, що будинок почали обкладати очеретом з метою підпалити його, застрелився з пістолета (за іншими даними був убитий у бою). Усіх його захоплених у Черкаську сподвижників відправили до Москви, а тіло Булавіна відвезли до Азова й там, відтявши голову, підвісили.

## Остаточний розгром повстання
Надалі війну проти царських військ продовжували окремі загони повстанців з голоти, керовані Н. Голим, І. Некрасовим, З. Беспалим, І. Павловим. Залишки повсталих діяли на середній і нижній Волзі до початку 1709 року.
Булавінське повстання жорстоко придушили: дуже багато донських станиць знищили, частину земель (насамперед — по Сіверському Дінцю) відібрали в Донського війська, втікачів повернули власникам. Дон утратив незалежність.

## Некрасівці
Частина повсталих на чолі з Некрасовим (т. з. некрасівці) пішла на Кубань, а в 1740 році, рятуючись від царських військ, переселилася в Османську імперію (область Добруджа і дельта Дунаю на території сучасної Румунії). На чужині вони зберігали свою мову, звичаї та одяг. Їхні нащадки становлять частину сучасних липован.
В 1962 року велика група нащадків булавінців повернулася в СРСР і оселилася в Будьонівському районі Ставропольського краю.